# Kumun Hilir
Kumun Hilir is een bestuurslaag in het regentschap Sungai Penuh van de provincie Jambi, Indonesië. Kumun Hilir telt 1149 inwoners (volkstelling 2010).